# Simister
Simister – wieś w Anglii, w hrabstwie ceremonialnym Wielki Manchester, w dystrykcie metropolitalnym Bury. Leży 10 km na północ od centrum miasta Manchester. W 2015 miejscowość liczyła 650 mieszkańców.